# Evento Anóxico Oceânico do Toarciano
O evento de extinção do Toarciano, também chamado de evento de extinção Plensbaquiano-Toarciano, extinção em massa do início do Toarciano, crise paleoambiental do início do Toarciano, ou Evento Jenkyns, foi uma extinção em massa que ocorreu no início da idade Toarciana, aproximadamente 183 milhões de anos atrás, durante o Jurássico Inferior. Esse evento teve duas principais fases: a primeira, chamada evento de limite Plensbaquiano-Toarciano (PTo-E), e a segunda, mais intensa, conhecida como Evento Anóxico Oceânico do Toarciano (TOAE). Este último foi um evento anóxico oceânico global, considerado possivelmente o caso mais extremo de desoxigenação oceânica ampla de todo o éon Fanerozoico. Além do PTo-E e do TOAE, ocorreram diversos outros eventos menores de extinção durante esse intervalo.
O evento de extinção ocorreu durante o super efeito estufa climático do Máximo Térmico do Início do Toarciano (ETTM), período associado ao vulcanismo de uma grande província ígnea. Esse vulcanismo elevou as temperaturas globais, acidificou os oceanos e desencadeou o desenvolvimento de anoxia, resultando em uma grande perda de biodiversidade. A crise biogeoquímica foi registrada por intensas variações negativas nos isótopos de carbono e pela deposição de xisto negro.

## Cronologia
O evento de extinção do início do Toarciano ocorreu em duas fases distintas, com alguns autores classificando o primeiro evento como um fenômeno isolado e não relacionado ao segundo, que foi mais extremo. A primeira fase, identificada mais recentemente, ocorreu durante a Subzona Mirabile da zona de amonites Dactylioceras, coincidindo com uma leve queda nas concentrações de oxigênio e o início de um aquecimento após um período de resfriamento no final do Plensbaquiano. Esse primeiro evento, próximo ao limite entre o Plensbaquiano e o Toarciano, é chamado de PTo-E.
O TOAE, por sua vez, ocorreu próximo ao limite entre as biozonas de amonites Dactylioceras e serpentinum, especificamente na Subzona Elegantulum da zona de amonites Harpoceras serpentinum, durante um intervalo de aquecimento marcante e acentuado. O TOAE durou aproximadamente 500 mil anos, embora estimativas variem de 200 mil a 1 milhão de anos. O PTo-E afetou principalmente os organismos que viviam em águas rasas, enquanto o TOAE foi um evento mais severo para os organismos que habitavam águas profundas.

## Causas
Evidências geológicas, isotópicas e paleobotânicas sugerem que o final do Plensbaquiano foi um período de "icehouse" (Terra geladeira). Acredita-se que essas camadas de gelo eram finas e se estendiam para latitudes mais baixas, tornando-se extremamente sensíveis a mudanças de temperatura. Uma tendência de aquecimento, que durou do final do Plensbaquiano ao início do Toarciano, foi interrompida por uma "onda de frio" na zona polymorphum, equivalente à zona de amonites Dactylioceras, seguida por um intervalo de aquecimento abrupto associado ao TOAE. Esse aquecimento global, impulsionado pelo aumento dos níveis de dióxido de carbono na atmosfera, foi a principal causa da crise ambiental do início do Toarciano. Os níveis de dióxido de carbono subiram de cerca de 500 ppm para cerca de 1.000 ppm. A temperatura da água do mar aumentou entre 3°C e 7°C, dependendo da latitude. No auge desse intervalo de super efeito estuda, a temperatura média da superfície do mar (SST) global era de cerca de 21°C.
A erupção da Grande Província Ígnea de Karoo-Ferrar é geralmente atribuída como a causa do aumento nos níveis de dióxido de carbono atmosférico. Datações por argônio-argônio dos riolitos de Karoo-Ferrar apontam para uma ligação entre o volcanismo de Karoo-Ferrar e o evento de extinção, uma conclusão reforçada por datações por urânio-chumbo e paleomagnetismo.
Ocorreu durante uma excursão isotópica positiva gradual e ampla do carbono, medida pelos valores de δ¹³C, sendo precedido por uma excursão negativa global de δ¹³C reconhecida em madeira fóssil, carbono orgânico e carbono carbonatado na zona de amonites tenuicostatum do noroeste da Europa, sendo essa mudança negativa resultado do descarregamento vulcânico de carbono leve. No entanto, a ubiquidade global dessa excursão negativa de δ¹³C foi questionada devido à sua ausência em certos depósitos da época, como as argilas betuminosas de Bächental, embora sua ocorrência em áreas como a Grécia tenha sido citada como evidência de sua natureza global. A excursão negativa de δ¹³C também é conhecida da Península Arábica, da Bacia de Ordos e da Bacia de Neuquén. A excursão negativa de δ¹³C foi encontrada em até -8% em carbono orgânico e carbonato em massa, embora a análise de biomarcadores específicos sugira um valor global de cerca de -3% a -4%.
Além disso, várias excursões isotópicas de carbono em menor escala foram registradas globalmente na descida da maior excursão negativa de δ¹³C. Embora o PTo-E não esteja associado a uma diminuição de δ¹³C análoga à do TOAE, acredita-se que o volcanismo tenha sido responsável pelo seu início também, sendo a injeção de carbono provavelmente de origem isotopicamente pesada, derivada do manto. O magmatismo de Karoo-Ferrar liberou tanto dióxido de carbono que perturbou a fixação do ciclo de carbono de longo prazo de 9 milhões de anos que, de outra forma, teria sido estável durante o Jurássico e o Cretáceo Inferior. Os valores de ¹⁸⁷Os/¹⁸⁸Os aumentaram de ~0,40 para ~0,53 durante o PTo-E e de ~0,42 para ~0,68 durante o TOAE, e muitos estudiosos concluem que essa mudança nas razões isotópicas de ósmio evidencia a responsabilidade dessa grande província ígnea pelas crises bióticas. Anomalias de mercúrio de intervalos de tempo aproximados correspondentes ao PTo-E e ao TOAE também foram invocadas como evidência clara de que a calamidade ecológica foi causada por uma grande província ígnea, embora alguns pesquisadores atribuam esses níveis elevados de mercúrio ao aumento do fluxo terrígeno. Há evidências de que o movimento da Placa Africana mudou repentinamente de velocidade, passando de um movimento predominantemente para o norte para um movimento para o sul. Mudanças assim no movimento das placas estão associadas a outras grandes províncias ígneas em outros intervalos de tempo. Um estudo geocronológico de 2019 encontrou que a instalação da Grande Província Ígnea de Karoo-Ferrar e o TOAE não estavam causalmente vinculados, ocorrendo simplesmente em um intervalo de tempo relativamente próximo, contradizendo interpretações convencionais do TOAE. Os autores do estudo concluem que a linha do tempo do TOAE não coincide com o curso de atividade do evento magmático de Karoo-Ferrar.
A grande província ígnea também se infiltrou em camadas de carvão, liberando ainda mais dióxido de carbono e metano do que teria feito de outra forma. Sills magmáticos também são conhecidos por terem se infiltrado em xistos ricos em carbono orgânico, causando uma ventagem adicional de dióxido de carbono na atmosfera. A liberação de carbono por meio do aquecimento metamórfico do carvão foi criticada como um dos principais motores da perturbação ambiental, com base no fato de que as transversais de carvão não apresentam as excursões de δ¹³C que seriam esperadas se quantidades significativas de metano termogênico fossem liberadas, sugerindo que grande parte das emissões desgasificadas foram condensadas como carbono pirolítico ou aprisionadas como metano de leito de carvão.
Além disso, a possível liberação associada de clatratos de metano em águas profundas também foi potencialmente implicada como mais uma causa do aquecimento global]. O derretimento episódico de clatratos de metano ditado por ciclos de Milankovitch foi proposto como uma explicação adequada para as mudanças observadas no registro isotópico de carbono. No entanto, outros estudos contradizem e rejeitam a hipótese de hidratos de metano that carbon isotope ratios in belemnites and bulk carbonates are incongruent with the isotopic signature expected from a massive release of methane clathrates, that much of the methane released from ocean sediments was rapidly sequestered, buffering its ability to act as a major positive feedback, concluindo que o registro isotópico é muito incompleto para atribuir de forma conclusiva a excursão isotópica à dissociação de hidratos de metano, que as razões isotópicas de carbono em belemnites e carbonatos em massa não são congruentes com a assinatura isotópica esperada de uma liberação maciça de clatratos de metano, que muito do metano liberado de sedimentos oceânicos foi rapidamente sequestrado, amortecendo sua capacidade de agir como um feedback positivo significativo, e que a dissociação de clatratos de metano ocorreu tarde demais para ter um impacto causal apreciável no evento de extinção. A liberação hipotética de clatratos de metano extremamente empobrecidos em isótopos de carbono pesado também foi considerada desnecessária como explicação para a perturbação do ciclo de carbono.
Foi também hipotetizado que a liberação de metano criosférico aprisionado no permafrost amplificou o aquecimento e seus efeitos prejudiciais à vida marinha. As excursões de isótopos de carbono, ditadas pela obliquidade, foram interpretadas por alguns pesquisadores como reflexo da degradação do permafrost e consequente liberação de gases de efeito estufa.
O TOAE é considerado o segundo maior evento anóxico dos últimos 300 milhões de anos, e possivelmente o maior do Fanerozoico. Uma excursão positiva de δ¹³C, provavelmente resultante do sepultamento em massa de carbono orgânico durante o evento anóxico, é conhecida da zona de amonites falciferum, identificando quimostratigráficamente o TOAE. A Grande Província Ígnea resultou em um aumento da intemperização de silicatos e uma aceleração do ciclo hidrológico as shown by a increased amount of terrestrially derived organic matter found in sedimentary rocks of marine origin during the TOAE, conforme mostrado pelo aumento da quantidade de matéria orgânica derivada de terras encontradas em rochas sedimentares de origem marinha durante o TOAE. As concentrações de fósforo, magnésio e manganês aumentaram nos oceanos. Uma excursão de -0,5% em δ⁴⁴/₄₀Ca fornece mais evidências de intemperização continental aumentada. Osmium isotope ratios confirm further still a major increase in weathering. The enhanced continental weathering in turn led to increased eutrophication that helped drive the anoxic event in the oceans. As razões isotópicas de ósmio confirmam ainda mais um aumento significativo na intemperização. O aumento da intemperização continental, por sua vez, levou a um aumento da eutrofização que ajudou a impulsionar o evento anóxico nos oceanos. O transporte contínuo de nutrientes intemperizados continentalmente para o oceano permitiu que altos níveis de produtividade primária fossem mantidos ao longo do TOAE. A elevação do nível do mar contribuiu para a desoxigenação dos oceanos; à medida que o nível do mar subia, terras baixas eram inundadas, e a matéria orgânica vegetal era transportada para fora em direção ao oceano. Um modelo alternativo para o desenvolvimento da anoxia é que mares epicontinentais tornaram-se estratificados em salinidade, com fortes haloclinas, quimoclinas e termoclinas. Isso causou a reciclagem de carbono mineralizado no fundo do mar de volta para a zona fótica, impulsionando a produtividade primária generalizada e, por sua vez, a anoxia.
A diminuição da salinidade do Oceano Ártico, causada pelo derretimento das calotas de gelo do Hemisfério Norte, foi um provável gatilho para essa estratificação e uma desaceleração da circulação termoalina global. A estratificação também ocorreu devido ao aumento da salinidade da água da superfície, causado por um ciclo hidrológico intensificado. O aumento das temperaturas da água do mar em meio a uma transição de condições de casa de gelo para condições de estufa retardou ainda mais a circulação oceânica, ajudando a estabelecer condições anóxicas. Evidências geoquímicas do que era então o mar epicontinental noroeste europeu sugerem que uma mudança de condições de água mais fria e salina para condições mais quentes e frescas levou ao desenvolvimento de uma estratificação significativa da densidade da coluna de água, induzindo anóxia. O enterro extenso de carbono orgânico induzido pela anóxia foi um ciclo de retroalimentação negativa que retardou o aquecimento acentuado e pode ter causado um resfriamento global após o TOAE. Em bacias marinhas anóxicas e euxínicas na Europa, as taxas de enterro de carbono orgânico aumentaram em cerca de 500%. Além disso, a anóxia não se limitou aos oceanos; grandes lagos também experimentaram a depleção de oxigênio e a deposição de xisto negro.
A euxinia ocorreu no noroeste do Mar de Tétis durante a TOAE, conforme mostrado por uma excursão positiva de δ34S no sulfato associado a carbonatos que ocorre sincronicamente com a excursão positiva de δ13C no carbono carbonatado durante a zona de amonites falciferum. Essa excursão positiva de δ34S foi atribuída à depleção de enxofre isotopicamente leve no reservatório de sulfato marinho resultante da redução microbiana de enxofre em águas anóxicas. Excursões positivas semelhantes de δ34S correspondentes ao início da TOAE são conhecidas de pirites nas localidades de Sakahogi e Sakuraguchi-dani no Japão, com o local de Sakahogi exibindo uma excursão positiva de δ34S pirítica menos extrema, mas ainda significativa durante o PTo-E. A euxinia é ainda evidenciada pelo aumento do enterro de pirita em Zázrivá, na Eslováquia, pelo enterro aumentado de molibdênio totalizando cerca de 41 Gt de molibdênio e pelas excursões de δ98/95Mo observadas em locais nas bacias de Cleveland, Países Baixos Ocidentais e Sul da Alemanha. Valdorbia, um local nos Apeninos Umbria-Marche, também exibiu euxinia durante o evento anóxico. Há menos evidências de euxinia fora do Tétis Noroeste, e provavelmente ocorreu apenas de forma transitória em bacias no Pantalassa e no Tétis sudoeste. Devido à circulação horária da gyra oceânica no Tétis Ocidental e à batimetria irregular e acidentada na parte norte desse giro, as águas do fundo oxigênicas tiveram relativamente poucos impedimentos para difundir-se no Tétis sudoeste, o que a poupou da maior prevalência de anoxia e euxinia que caracterizava o Tétis do norte. O local de águas profundas pantalassanas de Sakahogi era principalmente anóxico-ferruginoso durante o intervalo que se estendia do final do Pliensbachiano até a TOAE, mas condições sulfidicas transitórias ocorreram durante o PTo-E e a TOAE. No nordeste do Pantalassa, no que é agora a Colúmbia Britânica, a euxinia dominava as águas anóxicas do fundo.
As etapas iniciais da TOAE foram acompanhadas por uma diminuição da acidez da água do mar após uma diminuição substancial anterior à TOAE. O pH da água do mar caiu próximo ao meio do evento, acidificando fortemente os oceanos. A repentina queda da produção de carbonato durante a TOAE é amplamente considerada como resultado desse episódio abrupto de acidificação oceânica. Além disso, o aumento da reciclagem de fósforo de volta para a água do mar, como resultado de altas temperaturas e baixo pH da água do mar, inibiu sua mineralização em apatita, ajudando a contribuir para a anoxia oceânica. A abundância de fósforo em ambientes marinhos criou um ciclo de retroalimentação positiva cuja consequência foi a exacerbação adicional da eutrofização e anoxia.
O aquecimento global extremo e rápido no início do Toarciano promoveu a intensificação de tempestades tropicais em todo o mundo.

## Efeitos na vida terrestre

### Invertebrados marinhos
O evento de extinção associado ao TOAE (Evento de Anoxia do Toarciano) afetou principalmente a vida marinha, resultando no colapso da "fábrica de carbonato". Os braquiópodes foram severamente atingidos, com o TOAE representando uma das crises mais graves em sua história evolutiva. As espécies de braquiópodes de grande porte apresentaram uma queda significativa em sua abundância. Curiosamente, o gênero de braquiópodes Soaresirhynchia prosperou nas fases posteriores do TOAE devido à sua baixa taxa metabólica e crescimento lento, o que o tornou um táxon de desastre. The species S. bouchardi is known to have been a pioneer species that colonised areas denuded of brachiopods in the northwestern Tethyan region. Ostracods also suffered a major diversity loss, A espécie S. bouchardi é conhecida por ter sido uma espécie pioneira que colonizou áreas desprovidas de braquiópodes na região noroeste da Tétis.
Os ostrácodes também sofreram uma grande perda de diversidade, com quase todos os clados de ostrácodes mudando suas distribuições durante o intervalo de tempo correspondente à zona serpentinum, deslocando-se para latitudes mais altas para escapar das condições intoleravelmente quentes próximas ao Equador.  Os bivalves também passaram por uma significativa reviravolta. A queda dos bivalves com alto endemismo e faixas geográficas estreitas foi particularmente severa. Em Ya Ha Tinda, no Canadá, ocorreu uma substituição do conjunto de bivalves anterior ao TOAE por um conjunto menor, posterior ao TOAE. Enquanto isso, na Bacia de Cleveland, o inocerâmido Pseudomytiloides dubius sofreu o efeito Lilliput.
Os ammonoides, que já haviam enfrentado um grande gargalo morfológico devido ao Evento Gibbosus, cerca de um milhão de anos antes da extinção toarciana, sofreram novas perdas na diversidade durante o colapso do começo do Toarciano. A riqueza de belenítidos no noroeste de Tétis caiu durante o PTo-E, mas aumentou ligeiramente durante o TOAE. Os belenítidos mudaram significativamente sua preferência de habitat, passando de águas frias e profundas para águas quentes e rasas. O tamanho médio do seu rostrum também aumentou, embora essa tendência variou bastante dependendo da linhagem. A extinção toarciana foi extremamente catastrófica para os corais; 90,9% de todas as espécies de corais da Tétis e 49% de todos os gêneros foram extintos.
O nanoplâncton calcário que vivia na zona fótica profunda também sofreu, com a diminuição da abundância do táxon Mitrolithus jansae sendo usado como indicador do afinamento da zona de mínimo de oxigênio na Tétis e no Corredor Hispânico. Outros grupos de invertebrados afetados incluíram equinodermos, radiolários, dinoflagelados e foraminíferos. Os fósseis-traço, que indicam bioturbação e diversidade ecológica, tornaram-se altamente homogêneos após o TOAE.

As plataformas carbonáticas entraram em colapso tanto durante o PTo-E quanto durante o TOAE. O aumento da intemperização continental e o escoamento de nutrientes foram os principais fatores do declínio das plataformas carbonáticas no PTo-E, enquanto a atividade de tempestades intensificada e a diminuição do pH da água do mar foram as principais causas durante o TOAE.
A recuperação da extinção em massa entre os organismos bentônicos começou com a re-colonização de locais áridos por táxons pioneiros oportunistas. Essa recuperação foi lenta e difícil, sendo frequentemente interrompida por episódios recorrentes de depleção de oxigênio, que continuaram por centenas de milhares de anos após o principal intervalo de extinção. Evidências da Bacia de Cleveland sugerem que levou cerca de 7 milhões de anos para que o bentos marinho se recuperasse, em nível semelhante ao evento de extinção do Permiano-Triássico. Muitos táxons de invertebrados marinhos encontrados na América do Sul migraram através do Corredor Hispânico para os mares europeus após o evento de extinção, facilitados por níveis do mar mais elevados.

### Vertebrados marinhos

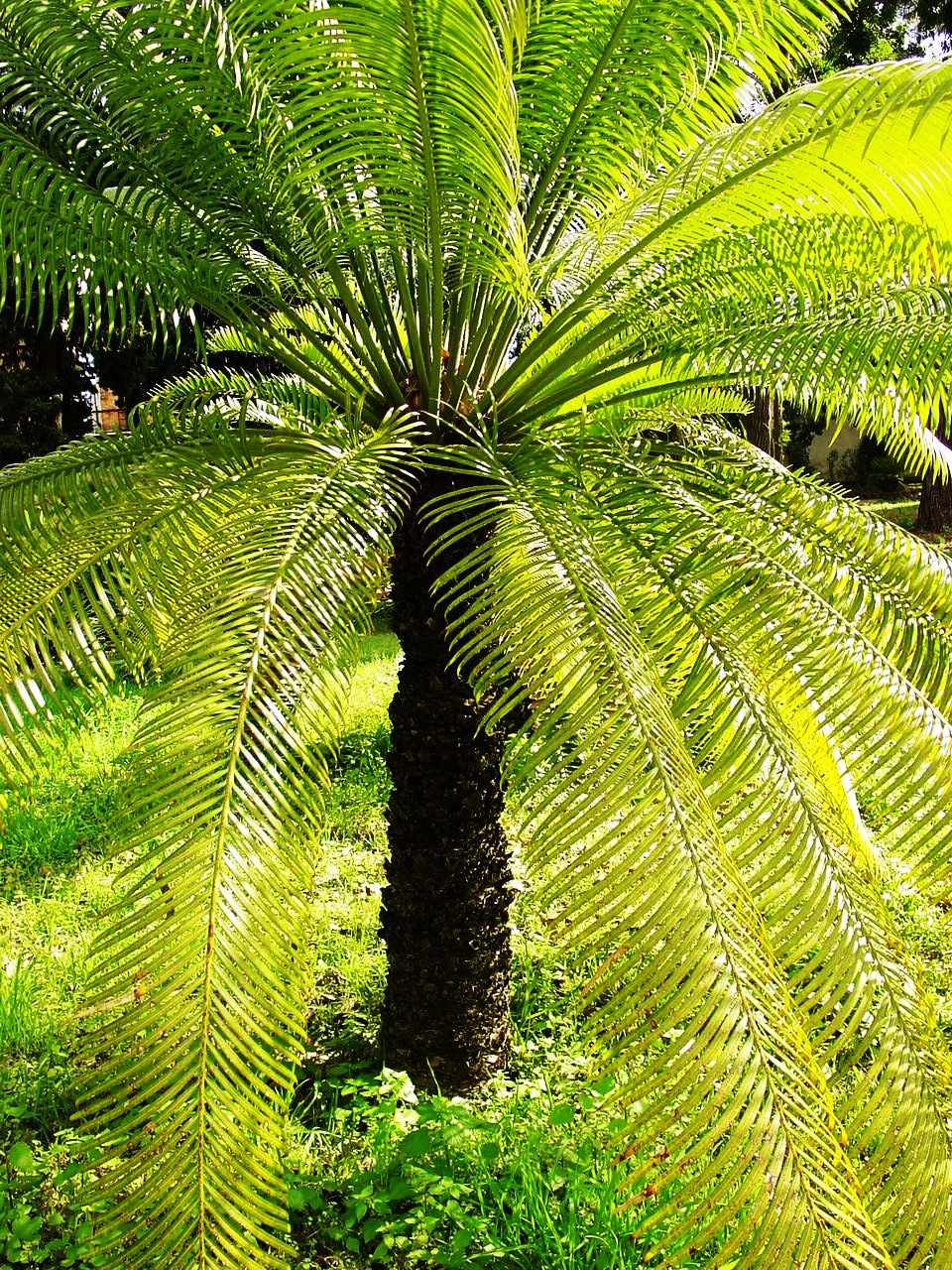
Cycas circinalis, uma espécie de cicadófita.

O TOAE teve efeitos menores sobre os répteis marinhos, em forte contraste com o impacto significativo que causou em muitos clados de invertebrados marinhos. Na verdade, na Bacia do Sul da Alemanha, a diversidade de ictiossauros foi maior após o intervalo de extinção, embora isso possa ser parcialmente um artefato de amostragem resultante de um registro fóssil de vertebrados marinhos do Pliensbachiano escasso.

### Animais terrestres
Sugere-se que o TOAE tenha causado a extinção de vários clados de dinossauros, incluindo coelofisídeos, dilofossaurídeos e muitos clados basais de sauropodomorfos, como consequência da remodelação dos ecossistemas terrestres provocada pelas mudanças climáticas globais. Alguns heterodontossaurídeos e tireóforos também pereceram durante o evento de extinção. Após esse evento, muitos clados derivados de ornithischianos, sauropodes e terópodes emergiram, com a maioria desses clados pós-extinção aumentando significativamente de tamanho em relação aos dinossauros anteriores ao TOAE. Os eusauropódios se tornaram ecologicamente dominantes após sua sobrevivência ao cataclismo toarciano. Os megalossaurídeos experimentaram um evento de diversificação na parte final do Toarciano, possivelmente uma radiação pós-extinção que preencheu nichos deixados pela morte em massa da extinção do começo do Toarciano. Insetos podem ter experimentado explosões populacionais à medida que os peixes se moviam em massa para as águas superficiais para escapar da anoxia e, em seguida, morriam em grande quantidade devido à escassez de recursos.

### Plantas terrestres
O evento de extinção vulcanogênico impactou inicialmente os ecossistemas terrestres de forma mais severa do que os marinhos. Observa-se uma mudança em direção a um conjunto de baixa diversidade composto por coníferas cheirolepídicas, cicadáceas e produtores de Cerebropollenites, adaptados para alta aridez, a partir de um conjunto ecológico de maior diversidade que incluía licófitas, coníferas, samambaias com sementes e samambaias adaptadas a ambientes úmidos, ao longo do TOAE. A coincidência do auge da Classopolis e a diminuição das samambaias com sementes e plantas produtoras de esporos, acompanhadas de um aumento na carga de mercúrio, implicam a toxicidade de metais pesados como um fator-chave na crise florística durante a extinção em massa do Toarciano. Acredita-se que a intoxicação por mercúrio, junto com cromo, cobre, cádmio, arsênico e chumbo, seja responsável por taxas elevadas de malformação de esporos e nanismo, concomitantes com o enriquecimento desses metais tóxicos.

## Efeitos geológicos
O Evento Anóxico do Toarciano (TOAE) foi marcado por uma ampla fosfatização de fósseis marinhos. Acredita-se que isso tenha ocorrido devido ao aumento no intemperismo — ou seja, na erosão das rochas — causado pelo aquecimento, o que levou a um maior fluxo de fosfatos para os oceanos. Esse processo criou locais de preservação impressionante de fósseis, chamados de lagerstätte, em várias partes do mundo, como em Ya Ha Tinda, Strawberry Bank e no Folhelho Posidonia.
Como é comum em eventos anóxicos (de baixo oxigênio), a deposição de folhelho negro se espalhou durante os períodos de desoxigenação do Toarciano. Esse ambiente pobre em oxigênio foi responsável pela formação de depósitos de folhelho de óleo, que são extraídos comercialmente, em especial na China.
O ciclo hidrológico intensificado durante o TOAE fez com que a sedimentação clástica — o acúmulo de sedimentos vindos da erosão — aumentasse. Esse aumento coincidiu com variações em isótopos específicos, como 187Os/188Os, 87Sr/86Sr e δ44/40Ca.
Além disso, o período Toarciano foi marcado por intervalos de enriquecimento em caulinita, um tipo de argila. Esse enriquecimento corresponde a eventos de aquecimento climático, como mostram as variações nos isótopos de oxigênio e nas relações de magnésio e cálcio (Mg/Ca). Argilas como a illita e a esmectita também eram comuns durante essa fase de aquecimento global intenso.

## Mudanças paleogeográficas
A Zona de Convergência Intertropical (ITCZ) se deslocou para o sul em direção à Gondwana, tornando grande parte da região mais árida. No entanto, essa aridificação foi interrompida durante a zona bioestratigráfica do Amaltheus spinatus e na própria transição entre o Pliensbaquiano e o Toarciano.
A elevação significativa do nível do mar, causada pelo intenso aquecimento global, resultou na formação da Passagem Laurásica, permitindo que águas frias e com baixo teor de sal fluíssem do Oceano Ártico para o Mar de Tétis. A abertura dessa passagem pode ter ajudado a reduzir parcialmente as condições anóxicas (pobres em oxigênio) que prevaleciam em grande parte do Mar de Tétis.
O ciclo hidrológico intensificado durante o aquecimento no início do Toarciano fez com que os lagos aumentassem de tamanho., Durante o evento anóxico, a Bacia de Sichuan foi transformada em um lago gigante, que se estima ter sido aproximadamente três vezes maior que o Lago Superior atual. Os sedimentos desse lago estão representados pelo Membro Da’anzhai da Formação Ziliujing. Acredita-se que cerca de 460 gigatoneladas (Gt) de carbono orgânico e 1.200 Gt de carbono inorgânico foram sequestrados por esse lago ao longo do TOAE.

## Comparação com o aquecimento global atual
O Evento Anóxico do Toarciano (TOAE) e o Máximo Térmico do Paleoceno-Eoceno têm sido propostos como eventos semelhantes ao aquecimento global antropogênico atual, com base na quantidade comparável de gases de efeito estufa liberados na atmosfera nesses três eventos. Alguns pesquisadores argumentam que as evidências de um aumento significativo na intensidade dos ciclones tropicais na região do Tétis durante o TOAE sugerem que um aumento semelhante na força das tempestades tropicais pode ocorrer como consequência das mudanças climáticas atuais.